# 九龍巴士87B線
九龍巴士87B線是香港一條巴士路線，來往新田圍及維港灣。

## 歷史
- 1984年9月30日：本線開辦而投入服務，來往新田圍及大角咀碼頭。
- 1986年8月24日：不再繞經秦石巴士總站。
- 1992年4月13日：開辦輔助路線87P線投入服務，來往顯徑及大角咀碼頭，而87B線在該線服務時間內，不會途經顯徑邨及隆亨邨。
- 1995年5月8日：兩線的九龍總站均遷往大角咀。
- 1997年12月29日：兩線增設空調服務。
- 1998年8月24日：87P線取消大角咀往顯徑服務，而87B線往新田圍方向，恢復全日途經隆亨邨及顯徑邨。
- 1999年8月15日：兩線九龍總站遷往維港灣。
- 2000年7月9日：87B線九龍總站遷往柏景灣，而87P線則於翌日遷往。
- 2001年2月18日：兩線九龍總站遷回維港灣。
- 2001年7月16日：87P線取消服務後，87B線恢復全日來回程途經顯徑邨及隆亨邨。
- 2007年4月28日：提升至全線空調服務，並同時引入超低地台巴士行走。
- 2014年8月23日：往維港灣方向於停靠田心街「隆亨邨」站後，改經紅梅谷路西行、迴旋處及紅梅谷路東行返回原線，並加停紅梅谷路「新翠邨」站，以配合87A線取消，另新增與88K線的免費轉乘優惠。
- 2014年9月27日：往維港灣方向加停獅子山隧道分站，往新田圍方向加停獅子山隧道及紅梅谷路「世界花園」分站。
- 2014年11月30日：新田圍開出的頭班車時間提早至05:30。
- 2015年9月5日：增設到站時間預報。[3]
- 2021年10月11日：為配合281M線縮減服務，本線新增來往新田圍邨及獅子山隧道之$5.4雙向分段收費[4]。
- 2024年12月9日：往新田圍方向繞經大圍站公共運輸交匯處，取代位於車公廟路之「大圍轉車站－大圍站」站。

## 服務時間及班次
| 新田圍開         | 新田圍開    | 新田圍開     | 維港灣開         | 維港灣開    | 維港灣開     |
| 日期             | 服務時間    | 班次（分鐘） | 日期             | 服務時間    | 班次（分鐘） |
| ---------------- | ----------- | ------------ | ---------------- | ----------- | ------------ |
| 星期一至五       | 05:30-06:50 | 20           | 星期一至五       | 06:30       | 06:30        |
| 星期一至五       | 07:05       | 07:05        | 星期一至五       | 06:55-09:55 | 30           |
| 星期一至五       | 07:20-09:00 | 20           | 星期一至五       | 09:55-14:05 | 25           |
| 星期一至五       | 09:00-17:20 | 25           | 星期一至五       | 14:05-17:25 | 20           |
| 星期一至五       | 17:20-18:20 | 20           | 星期一至五       | 17:25-17:55 | 15           |
| 星期一至五       | 18:20-23:20 | 25           | 星期一至五       | 17:55-19:35 | 20           |
|                  |             |              | 星期一至五       | 19:35-23:20 | 25           |
| 23:20-00:20      | 30          |              | 星期一至五       |             |              |
| 星期六           | 05:30-07:10 | 25           | 星期六           | 06:30       | 06:30        |
| 星期六           | 07:10-16:10 | 20           | 星期六           | 07:00-09:55 | 25           |
| 星期六           | 16:10-17:50 | 25           | 星期六           | 09:55-18:55 | 20           |
| 星期六           | 17:50-23:20 | 30           | 星期六           | 18:55-00:20 | 25           |
| 星期日及公眾假期 | 05:30-07:35 | 25           | 星期日及公眾假期 | 06:30-09:50 | 25           |
| 星期日及公眾假期 | 07:35-12:15 | 20           | 星期日及公眾假期 | 09:50-13:10 | 20           |
| 星期日及公眾假期 | 12:15-21:50 | 25           | 星期日及公眾假期 | 13:10-16:55 | 25           |
| 星期日及公眾假期 | 21:50-23:20 | 30           | 星期日及公眾假期 | 16:55-18:55 | 20           |
|                  |             |              | 星期日及公眾假期 | 18:55-00:20 | 25           |

## 收費
全程：$7.5
- 新田圍邨往獅子山隧道或之前：$5.6
- 過獅子山隧道後往新田圍邨：$5.6

| - 本線設有12歲以下小童及65歲或以上長者半價優惠。 - 65歲或以上香港居民使用「樂悠咭」，以及12歲以下合資格殘疾兒童使用「殘疾人士身份」個人八達通繳付車資，均可享有每程$2.0或半價（以較低者為準）的票價優惠；12至64歲合資格殘疾人士使用「殘疾人士身份」個人八達通（包括「樂悠咭」），以及60至64歲香港居民使用「樂悠咭」繳付車資，均可享有每程$2.0或全費（以較低者為準）的票價優惠。 - 65歲或以上長者如使用長者或一般個人八達通繳付車資，則只可享有半價優惠；12至64歲合資格殘疾人士如不使用「殘疾人士身份」個人八達通，以及60至64歲人士如不使用「樂悠咭」繳付車資，必須繳付全費。 - 乘客可以現金或八達通於上車時付款，不設找續。 - 每位成人乘客可免費攜帶最多兩名4歲以下而不佔座位的兒童乘客乘車，超額之4歲以下小童必須繳付小童車費乘車。 - 持有「九巴月票」之乘客在車票有效期內，每日可享最多10程任何九龍巴士及龍運巴士路線（包括本路線，以及聯營路線的九龍巴士／龍運巴士提供的班次；惟乘搭機場「A」及「NA」線則可享原價二七折優惠（不會計算每天10次合資格車程））；而B1線則每日可享最多各2程（不會計算每天10次合資格車程）。 - 九龍巴士、城巴、龍運巴士及陽光巴士全職員工及家屬（不包括外判職員）可免費乘搭本路線，惟必須拍職員或職員家屬八達通。 - 乘客亦可透過多元化電子支付系統（e度嘟）繳付車資，包括使用非接觸式VISA卡、JCB卡、萬事達卡、銀聯卡、美國運通、大來國際、Discover Card、Apple Pay、Google Pay、Samsung Pay、AlipayHK「易乘碼」、支付寶、WeChatHK／微信支付「搭車碼」、銀聯雲閃付「乘車碼」及BOC Pay「乘車碼」。乘客使用此付款方式，使用此支付方式的乘客可享有中途下車之分段收費，以及與其他九巴／龍運獨營路線或聯營線九巴／龍運班次之轉乘優惠，惟不適用於與非九巴／龍運路線之轉乘優惠，亦不能享有「公共交通費用補貼計劃」及「長者及合資格殘疾人士公共交通票價優惠計劃」。 - 帶粗體字者為雙向分段收費，乘客必須使用八達通（九巴月票除外）上車拍卡繳費，並於下車前後於指定巴士站裝設拍卡機確認八達通，方可享有分段收費優惠。 |

本線為少數過獅子山隧道後往九龍，而不另設分段收費的路線，全程超過12公里。74A、86A、87A、81S也有類似情況。86則提早於禾輋設立分段收費，等同一般過獅子山隧道後往九龍的收費。

### 八達通轉乘計劃
乘客登上本線後指定時間內以同一張八達通轉乘以下路線，或從以下路線登車後指定時間內以同一張八達通轉乘本線，次程可獲車資折扣優惠：
| 第一程／第二程路線 | 第二程優惠車資              | 時限    |
| --- | --------------------------- | ------- |
| 72X、74A、80／80A／80P、80M、81C／281B／281X、 85、85A、85B、86、86A、86C、87B、87D／87E、 89、89B、270A／270C、271／271B／271P、281A | 成人：$4.2 小童／長者：$2.1 | 150分鐘 |

注意事項：

- 乘客可於各個可接駁第二程路線的巴士站轉車。
- 轉乘優惠不適用於轉乘同一路線或用"/"劃分的組別之路線。

官方網頁：請按此
87B←→88K，次程車資全免
- 87B往新田圍 → 88K往駿景園，轉乘時限為150分鐘
- 88K往顯徑 → 87B往維港灣，轉乘時限為90分鐘

87B←→86A、89B
- 87B往維港灣 → 86A或89B往沙田圍，次程可獲$4.2折扣優惠
- 86A或89B往沙田圍 → 87B往維港灣，次程可獲$4.2折扣優惠
- 87B往新田圍 → 86A或89B往九龍，次程可獲$4.2折扣優惠
- 86A或89B往九龍 → 87B往新田圍，次程可獲$4.2折扣優惠
- 87B往新田圍 → 86A或89B往沙田圍，次程車資全免
- 86A或89B往九龍 → 87B往維港灣，次程車資全免

## 使用車輛
本線由九巴沙田車廠負責派車，首十年先後以利蘭珍寶（D）及利蘭勝利二型（G）為主力。另由1990年代末起，分別改派丹尼士喝采巴士（N）、利蘭奧林比安9.7米（BL）及11米（S3BL）非空調巴士行走。2000年起，先後有富豪奧林比安11米非空調（S3V）及空調版（AV）、丹尼士三叉戟三型12米（ATR）和富豪超級奧林比安12米空調巴士（3ASV）服務，提高載客量和舒適度之餘，亦有助於繁忙路段的空氣質素。
現時本線使用8輛富豪B9TL（AVBWU）及1輛亞歷山大丹尼士Enviro 500 MMC 12米（ATENU），均屬沙田車廠。
| 車隊編號  | 車牌   |
| --------- | ------ |
| AVBWU38   | PK4038 |
| AVBWU47   | PS8574 |
| AVBWU126  | PX2475 |
| AVBWU148  | PX8584 |
| AVBWU162  | PX9838 |
| AVBWU219  | RC8336 |
| AVBWU239  | RG3913 |
| AVBWU243  | RG9829 |
| ATENU1696 | TA5573 |

## 行車路線
新田圍開經：新田圍邨通道、沙田頭路、車公廟路、顯徑街、富健街、田心街、紅梅谷路（西行）、迴旋處、紅梅谷路（東行）、獅子山隧道公路、獅子山隧道、龍翔道、南昌街、荔枝角道、上海街、亞皆老街、櫻桃街、櫻桃街隧道、櫻桃街、海輝道及海帆道。
維港灣開經：海帆道、櫻桃街、連翔道、海輝道、深旺道、櫻桃街、大角咀道、櫻桃街、亞皆老街、新填地街、旺角道、彌敦道、荔枝角道、太子道西、大南街、柏樹街、汝州街、黃竹街、大埔道、元州街、南昌街、龍翔道、獅子山隧道、獅子山隧道公路、紅梅谷路、田心街、富健街、顯徑街、車公廟路、沙田頭路及新田圍邨通道。

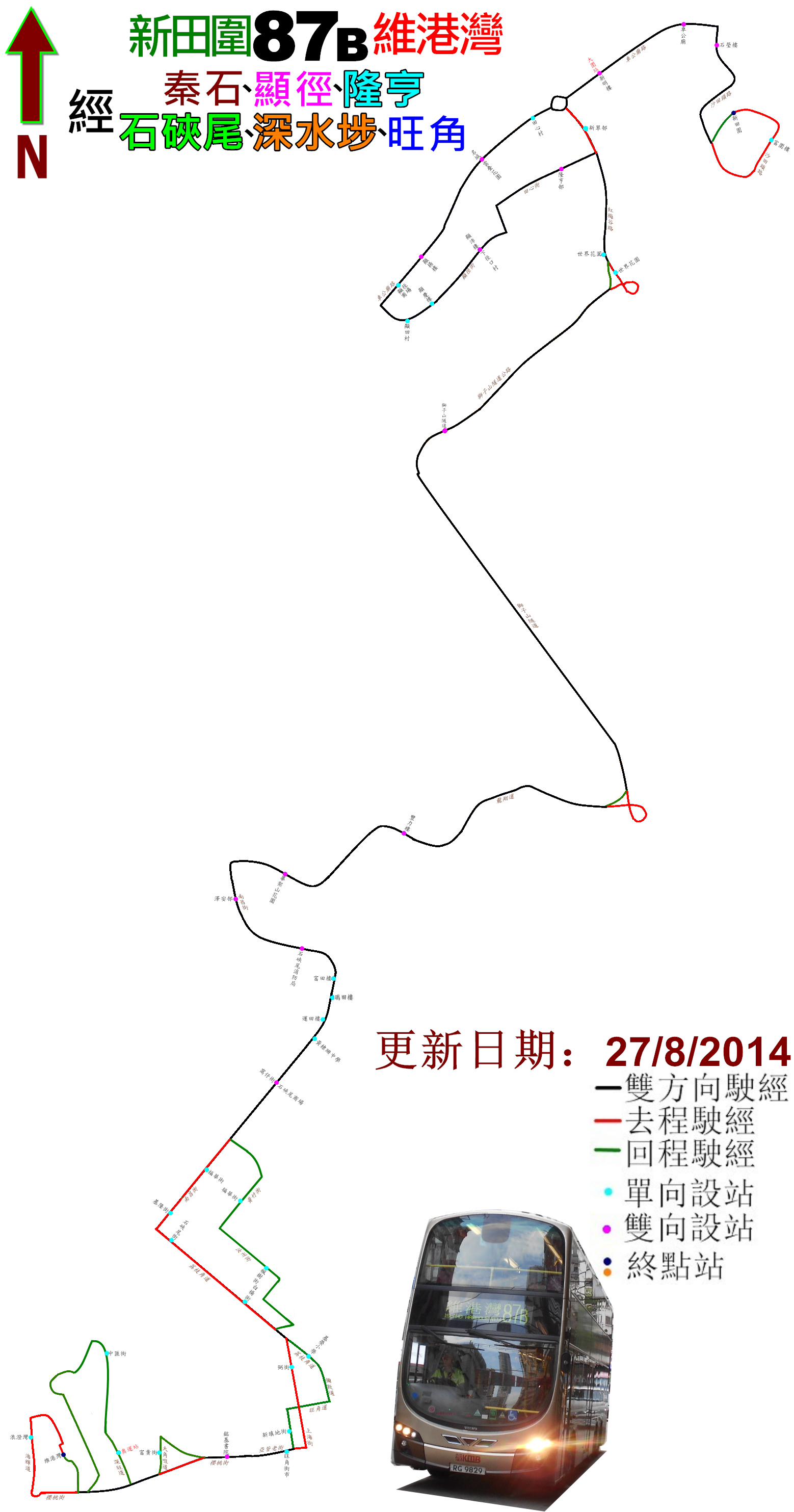
本線的走線圖

具體停站請參閱資訊框

## 使用狀况
此路線提供大圍往來深水埗及旺角服務，但走線並不直接，行車時間頗長，再者2014年，取道青沙公路的特快路線287X投入服務，更搶去部分旺角、大角咀來往大圍的乘客，班次也被縮減，現時客量只屬一般，但下午繁忙時間往新田圍的班次不時會頂閘，而287X線並不經澤安邨、白田邨、石硤尾等地區，本線仍能吸納該區往來旺角的需求，所以仍有一定乘客支持。

## 外部連結
- 九巴網站-九龍巴士87B線 （页面存档备份，存于）
- 681巴士總站 （页面存档备份，存于）
- 九巴87B線詳細時間表 （页面存档备份，存于）